# Supella
Genre
Supella est un genre de cafards (ou blattes) de la famille des Blattellidae (synonyme: Ectobiidae). Dix espèces y sont classées en trois sous-genres.

## Taxonomie
Le nom valide complet (avec auteur) de ce taxon est Supella Shelford, 1911.
Supella a pour synonymes :
- Mombuttia Rehn, 1947
- Nemosupella Rehn, 1947

## Liste des espèces
Selon Blattodea Species File (25 avril 2010) :
- sous-genre Supella (Supella) Shelford, 1911
  - Supella (Supella) abbotti Rehn, 1947
  - Supella (Supella) dimidiata (Gerstaecker, 1869)
  - Supella (Supella) longipalpa (Fabricius, 1798)
  - Supella (Supella) orientalis Grandcolas, 1994
  - Supella (Supella) vicina Chopard, 1958
- sous-genre Supella (Mombuttia) Rehn, 1947
  - Supella (Mombuttia) chapini Rehn, 1947
- sous-genre Supella (Nemosupella) Rehn, 1947
  - Supella (Nemosupella) gemma Rehn, 1947
  - Supella (Nemosupella) mirabilis (Shelford, 1908)
  - Supella (Nemosupella) occidentalis Princis, 1963
  - Supella (Nemosupella) tchadiana (Roth, 1987)
- espèce éteinte selon GBIF (27 avril 2024)[1]
  - † Supella miocenica Vršanský et al., 2011

## Référence
- Shelford, 1911 : Preliminary diagnoses of some new genera of Blattidae. Entomologist's Monthly Magazine, vol. 47 p. 154-156.